# Matthieu Delpierre
Matthieu Delpierre (* 26. dubna 1981, Nancy, Francie) je býalý francouzský fotbalový obránce, který hraje v německém klubu TSG 1899 Hoffenheim.

## Klubová kariéra

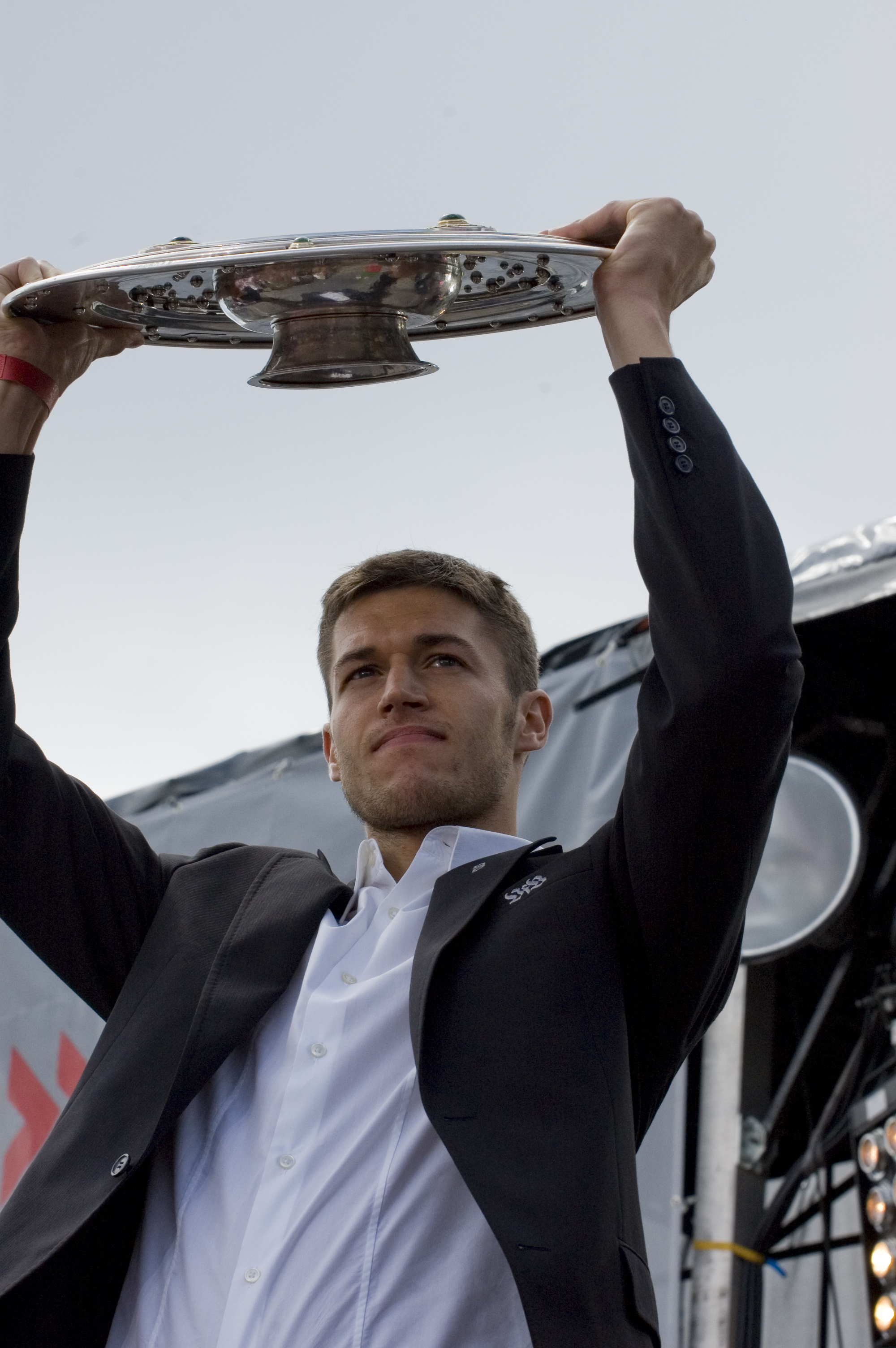
Matthieu Delpierre v roce 2007

### Lille OSC
Delpierre hrál ve Francii za Lille OSC, se kterým postoupil po sezóně 1999/00 z Ligue 2 do francouzské nejvyšší soutěže Ligue 1.

### VfB Stuttgart
1. července 2007 přestoupil jako volný hráč do německého týmu VfB Stuttgart poté, co mu Lille neprodloužilo smlouvu. Se Stuttgartem vyhrál v sezóně 2006/07 Bundesligu a dostal se do finále německého poháru (v téže sezóně). Jeho kvalitní výkony v obraně neunikly pozornosti anglického Arsenalu a německého Bayernu Mnichov. Zájem projevily i francouzské kluby Olympique Marseille a AS Saint-Étienne, ale Delpierre prodloužil kontrakt se Stuttgartem do léta 2012. 1. prosince 2009 byl trenérem Markusem Babbelem ustanoven novým kapitánem týmu. V lednu 2012 požádal trenéra Bruno Labbadiu, aby vybral nového kapitána Stuttgartu. Labadia jmenoval jeho nástupcem Serdara Tasciho.

### TSG 1899 Hoffenheim
Po sezóně 2011/12 odešel po skončení smlouvy jako volný hráč do týmu ligového konkurenta TSG 1899 Hoffenheim.

## Reprezentační kariéra
Matthieu Delpierre prošel francouzskými mládežnickými reprezentacemi U18, U20 a U21. Zúčastnil se Mistrovství Evropy hráčů do 21 let v roce 2002 ve Švýcarsku, kde Francie podlehla ve finále české jedenadvacítce v penaltovém rozstřelu a získala stříbro.